# فترة جومون

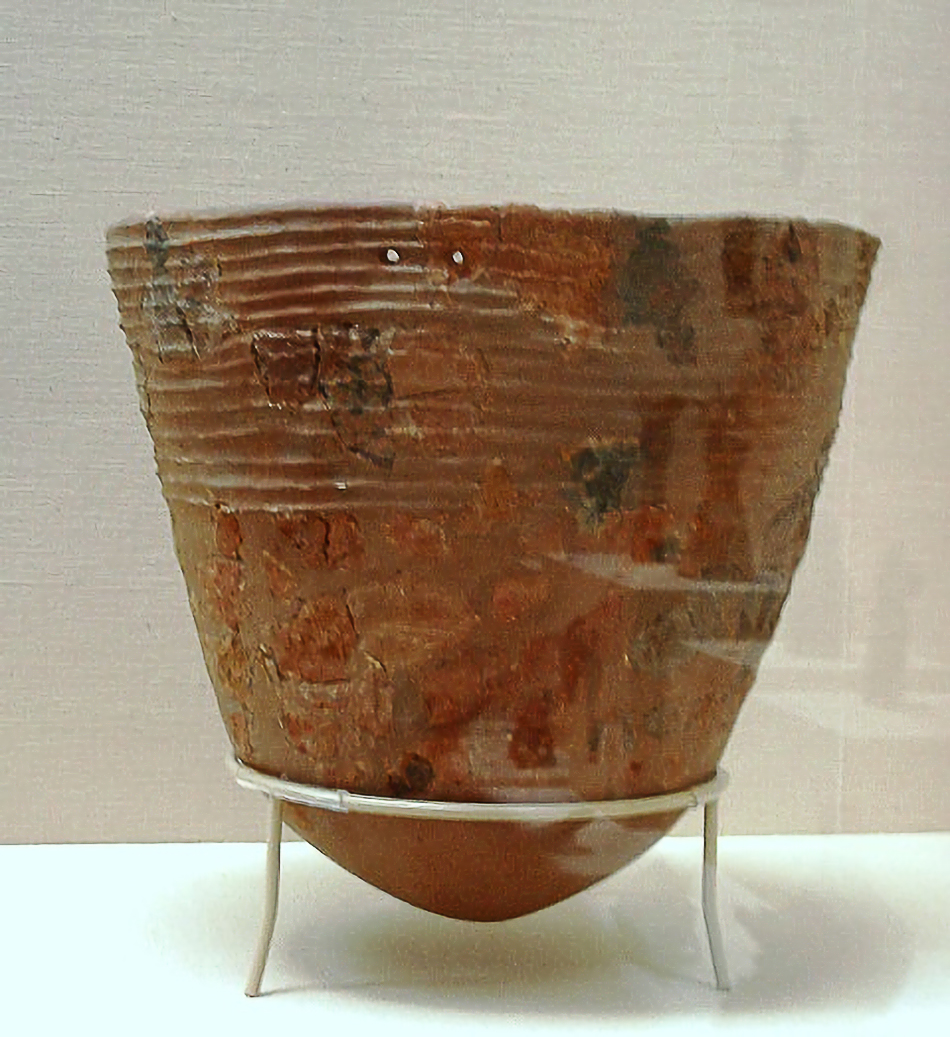
خزف من فترة "جومون": عرفت هذه الفترة إنتاجا مكثفا للخزف، والتي كانت يتم وضع زخارف ونقوش عليها، هي عبارة عن صور لأنواع شتى من الحبال كانت تستعمل لهذا الغرض. القطعة المعروضة هنا، والمحفوظة بالمتحف الوطني بطوكيو، تمثل نموذجا لآخر التقنيات التي عرفتها الفترة، أنجزت بين أعوام 1000 ق.م. و 300 ق.م.

فترة جومون (باليابانية: 縄文時代) بين سنوات (8000 ق.م. حتى 300 ق.م.): هي فترة يابان ما قبل التاريخ، والتي يرجع تاريخها تقليديًا إلى نحو 14000-300 قبل الميلاد، وحُسنت مؤخرًا إلى نحو 1000 قبل الميلاد، عاشت خلالها اليابان على ثقافة الصيد وجمع الثمار، والتي بلغت درجة كبيرة من الحَضَر والتعقيد الثقافي. طُبق اسم «الزخرفة الحبلية» لأول مرة من قبل عالم الحيوان والمستشرق الأمريكي إدوارد إس. مورس، الذي اكتشف قطعًا من الفخار في عام 1877 ثم ترجمها إلى اليابانية باسم جومون. صُمم أسلوب صناعة الفخار الذي تميزت به المراحل الأولى من حضارة جومون من خلال دمغ الحبال على سطح الصلصال الرطب، وهو مقبول بوجه عام بأنه من بين أقدم المراحل في شرق آسيا والعالم.
كانت فترة جومون غنية بالأدوات والمجوهرات المصنوعة من العظام، والحجر، والقشرة، وقرون الوعل، والتماثيل والأواني الفخارية، والخشب المطلي. وغالبًا ما تُقارن بثقافات ما قبل كولومبيا في شمال غرب المحيط الهادئ في أمريكا الشمالية، وخاصة بحضارة فالديفيا في الإكوادور، لأن التعقيد الثقافي في هذه البيئات تطور في سياق الصيد وجمع الثمار أساسًا مع الاستخدام المحدود للبستنة.

## التسلسل الزمني
تنقسم فترة جومون الطويلة جدًا، والتي تبلغ 14,000 عام تقريبًا، تقليديًا إلى عدة مراحل: الوليدة (16,500-10,000 سنة)، والبدائية (10,000-7,000)، والقديمة (7,000-5,450)، والوسيطة (5,450-4,420)، والمتأخرة (4,420-3,220)، والأخيرة (3,220-2,350)، وكل مرحلة أقصر من المرحلة السابقة تدريجيًا. لا ينبغي أن يعني إعطاء علماء الآثار هذه الفترة بأكملها نفس الاسم عدم وجود تنوع إقليمي وزماني كبير، فالفترة بين فخاريات جومون الأولية وجمون الوسطى الأكثر شهرة هي ضعف الفترة التي تفصل بين بناء الهرم الأكبر في الجيزة والقرن الحادي والعشرين.
يعتمد تأريخ مراحل جومون الفرعية في المقام الأول على التصنيف الفخاري، وإلى حد أقل على التأريخ بالكربون المشع.
حسّنت النتائج الأخيرة المرحلة النهائية من فترة جومون إلى 1000 سنة قبل الميلاد. بدأت فترة يايوي بين 1000 و800 قبل الميلاد وفقًا لأدلة الكربون المشع.

## جومون الوليد والبدائي (14,000-4000 قبل الميلاد)
ظهرت آثار ثقافة العصر الحجري القديم، بشكل رئيسي الأدوات الحجرية، في اليابان منذ نحو 30,000 قبل الحاضر فصاعدًا. بدأت المرحلة الأولى من «جومون الوليد» بينما كانت اليابان ما تزال مرتبطة بآسيا القارية باعتبارها شبه جزيرة ضيقة. مع ذوبان الأنهار الجليدية عقب نهاية الفترة الجليدية الأخيرة (نحو 12,000 قبل الحاضر)، ارتفعت مستويات سطح البحر، فاصلةً الأرخبيل الياباني عن البر الرئيسي الآسيوي، وكانت أقرب نقطة (في كيوشو) على بعد نحو 190 كيلومترًا (120 ميلًا) من شبه الجزيرة الكورية قريبة بما يكفي لتتأثر بشكل متقطع بالتطورات القارية، ولكنها بعيدة بما فيه الكفاية لشعوب الجزر اليابانية للتطور بشكل مستقل. بالإضافة إلى ذلك، شكلت لوزون، وتايوان، وريوكيو، وكيوشو سلسلة مستمرة من الجزر، تربط جومون مع جنوب شرق آسيا البحري.
داخل الأرخبيل، تبدلت الحياة النباتية بنهاية العصر الجليدي. في جنوب غرب هونشو، وشيكوكو، وكيوشو، سيطرت الأشجار دائمة الخضرة عريضة الأوراق على الغابات، في حين كانت الأشجار الصنوبرية والنفضية ذات الأوراق العريضة شائعة في شمال شرق هونشو وجنوب هوكايدو. أنتجت العديد من أنواع الأشجار الأصلية، مثل الزان، والقندلي، والكستناء، والسنديان الجوز والبلوط الصالحة للأكل. وبذلك وفرت مصادر كبيرة من الغذاء لكل من البشر والحيوانات.
في الشمال الشرقي، كانت الحياة البحرية الوفيرة التي حملها تيار أوياشيو، وخاصة السلمون، من بين المصادر الغذائية الرئيسية الأخرى. اعتمدت المستوطنات على طول بحر اليابان والمحيط الهادئ على كميات هائلة من المحار، تاركة وسطًا مميزًا (أكوام من القواقع المهملة وغيرها من النفايات) التي أصبحت الآن مصادر معلومات ثمينة لعلماء الآثار. تشمل مصادر الغذاء الأخرى التي تستحق ذكرًا خاصًا أيل السيكا، والخنزير البري (مع إمكانية تربية الخنازير البرية)، والنباتات البرية مثل الدرنات الشبيهة باليام، وأسماك المياه العذبة. تركز السكان في وسط وشمال هونشو بسبب إمدادات الغابات النفضية ذات الإنتاجية العالية ووفرة المأكولات البحرية، لكن مواقع جومون تراوحت من هوكايدو إلى جزر ريوكيو.

## العصور
يقسم المؤرخون هذه الفترة إلى عصور مختلفة:
- جومون الوليد : 10,000 ق.م حتى 8,000 ق.م
- جومون البدائي : 8,000 ق.م حتى 5,000 ق.م
- جومون القديم : 5,000 ق.م حتى 2,500 ق.م
- جومون الوسيط : 2,500 ق.م حتى 1,500 ق.م
- جومون المتأخر : 1,500 ق.م حتى 1,000 ق.م
- جومون الأخير : 1,000 ق.م حتى 300 ق.م

## معرض صور

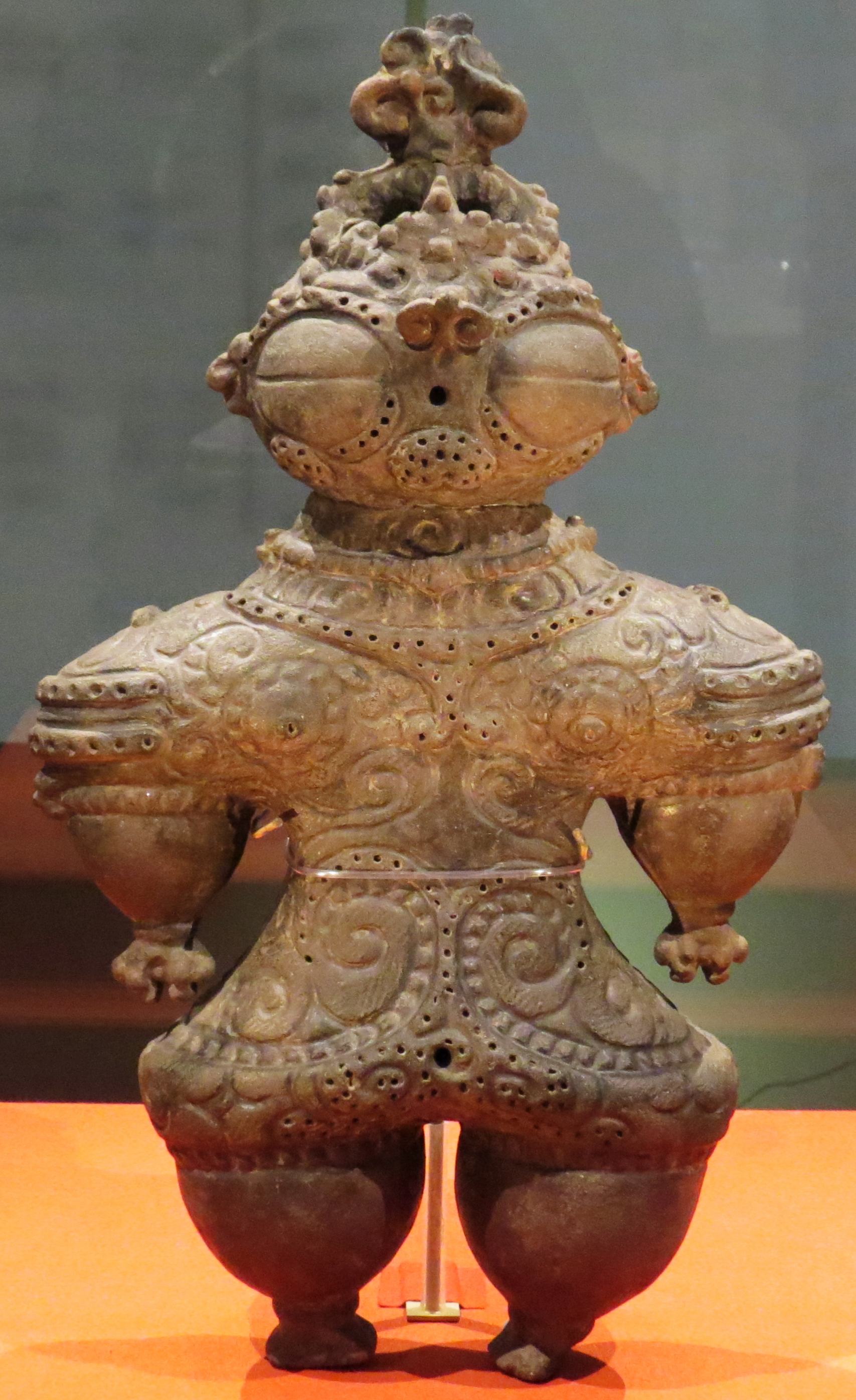
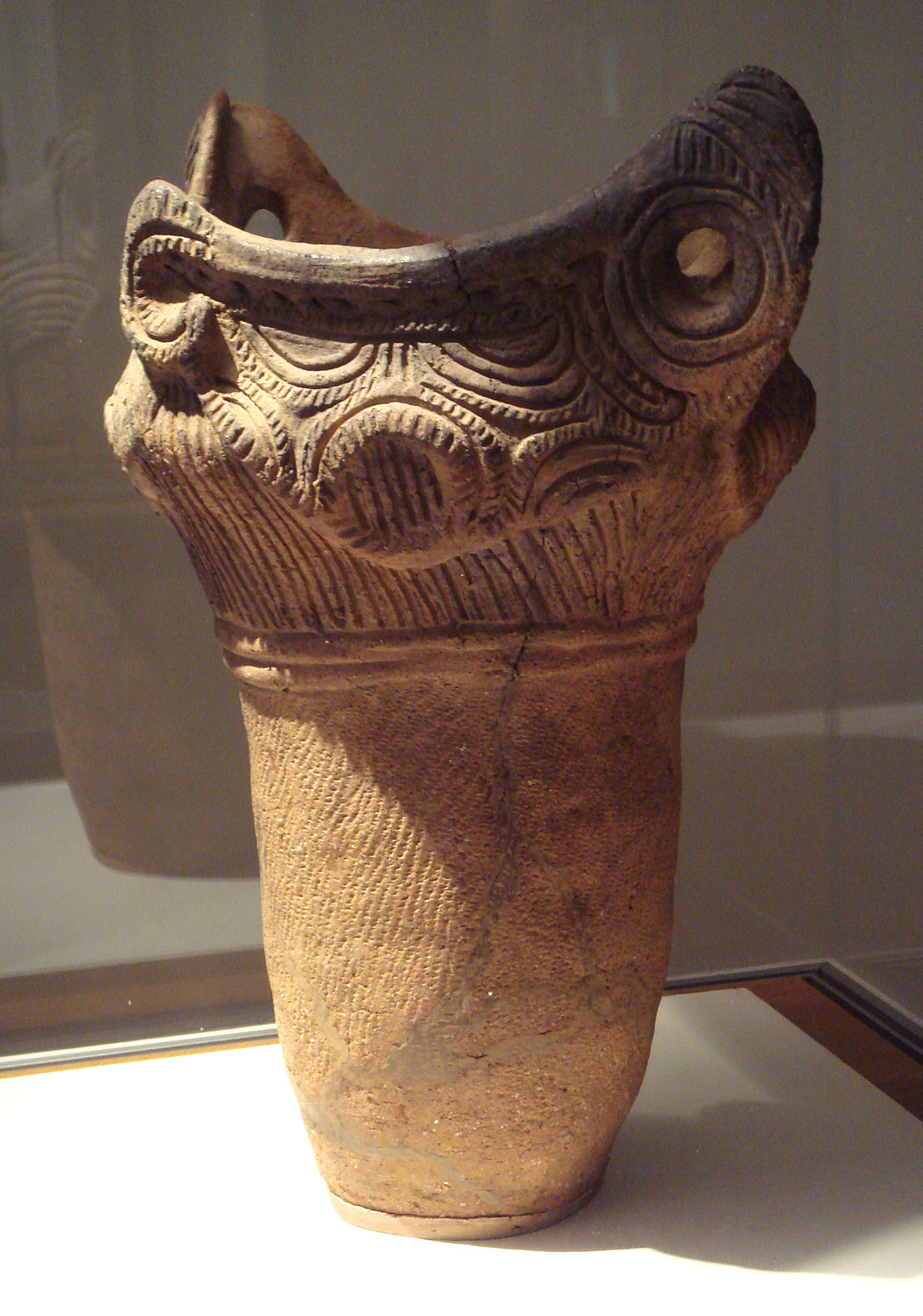
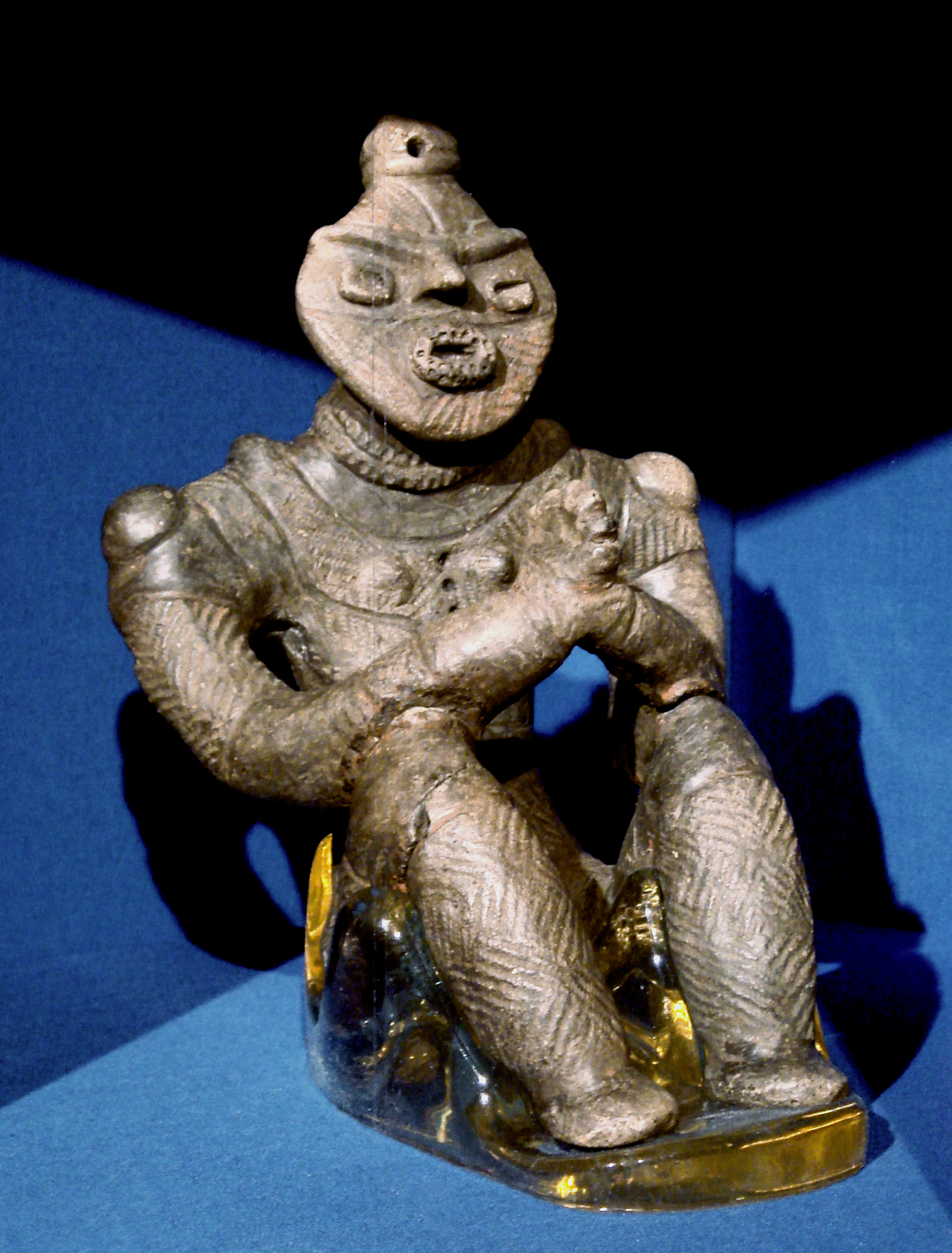
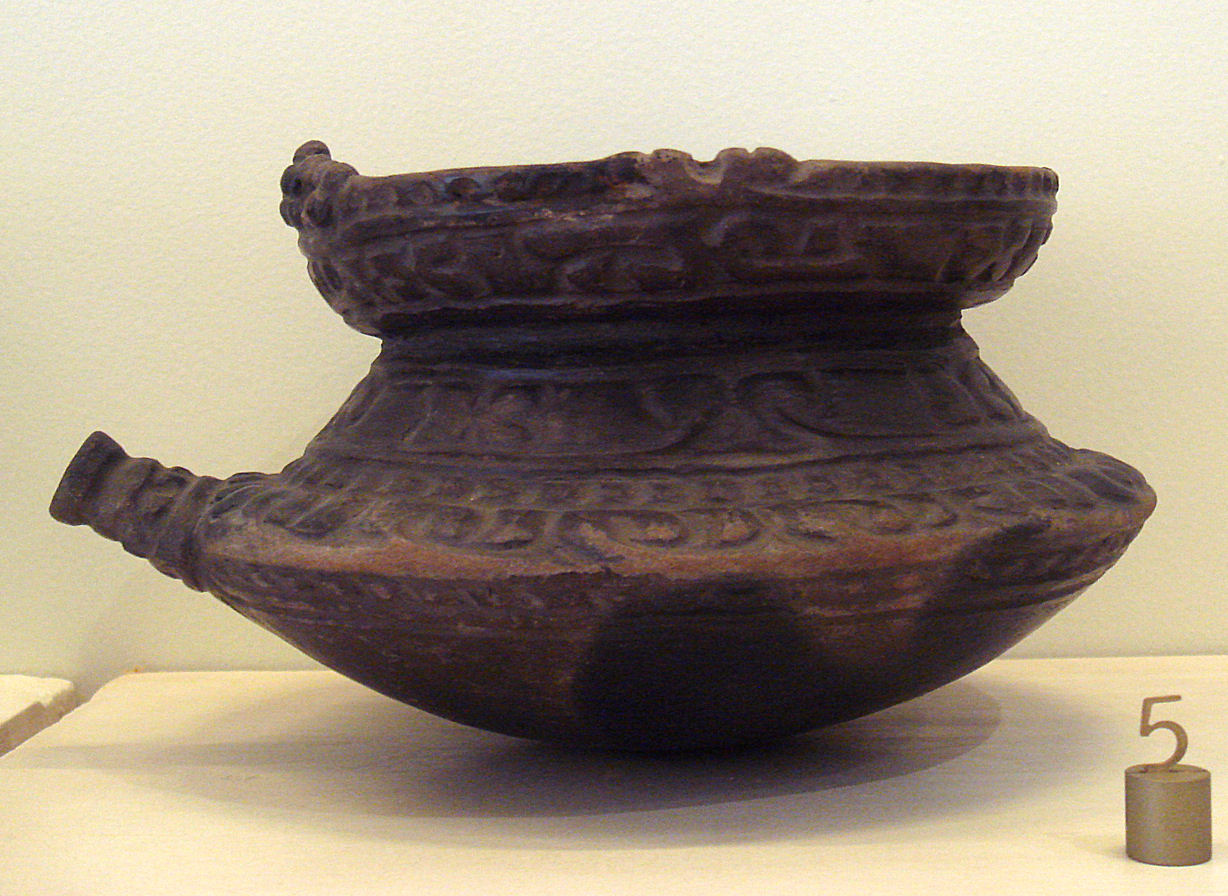
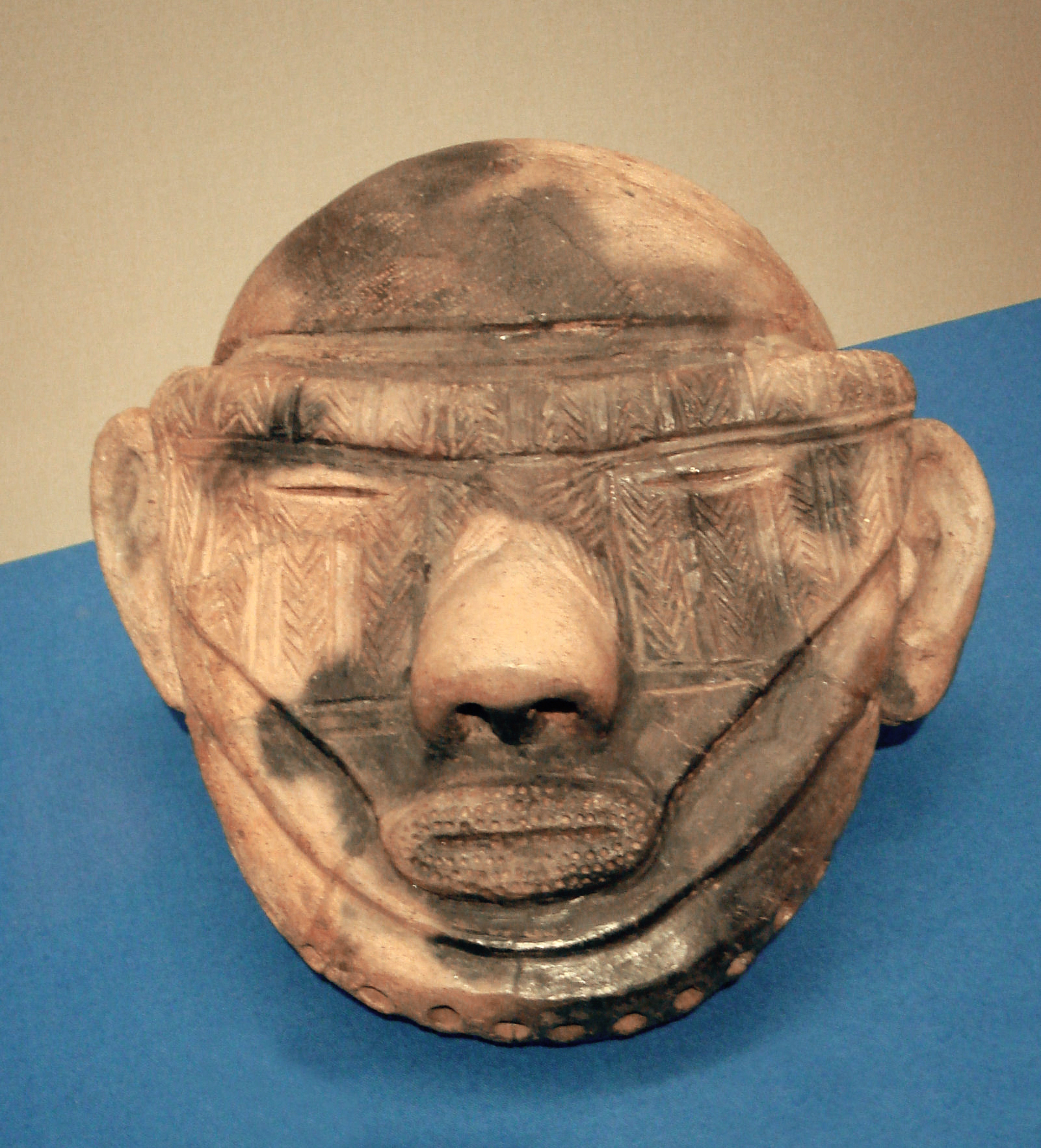